# 어플라이드 인튜이션
어플라이드 인튜이션(Applied Intuition)은 자율주행 차량 (AV) 및 첨단 운전자 보조 시스템(ADAS) 개발용 제품을 전문으로 하는 미국 소프트웨어 개발사이다. 2017년 설립되어 캘리포니아주 마운틴뷰에 본사를 둔 어플라이드 인튜이션은 자동차, 트럭 운송, 방위, 농업, 건설, 및 광업을
비롯한 다양한 산업 분야 내  AV 및 ADAS 기술의 개발, 테스트 및 배포를 위한 도구를 개발하고있다. 어플라이드 인튜이션은 인공지능(AI) 기술을 활용하여 자동차 제조업체 및 기타 기관에 자율주행 시스템 개발 시 주행 시나리오 시뮬레이션 솔루션을 제공하고있다.
어플라이드 인튜이션 제품은 전 세계 주요 20개 자동차 제조사 중 18개사에서 사용되고 있으며, 자동차 제조사 외에도 자율 주행 트럭, 자율 주행 택시, 창고용 로봇을 개발하는 기업들과 협력하고 있다.
2024년 어플라이드 인튜이션은 2억5천만 달러 규모의 시리즈 E 펀딩 라운드와 이후 3억 달러 규모의 2차 공모를 유치하고 60억 달러의 기업 가치를 달성했다. 투자자로는 앤드레슨 호로이츠, 피텔리티 인베스트먼트, 클레이너 펄킨스, 마이크로소프트의 벤처 캐피탈 부문 M12, 포르쉐 인베스트먼트 매니지먼트 등이 있다. 앤드레슨 호로이츠의 투자에 의해 마크 앤드레슨가 어플라이드 인튜이션의 이사직으로 취임했다.

## 연혁
어플라이드 인튜이션은 와이 콤비네이터의 전 최고 운영 책임자이자 구글의 그룹 제품 매니저였던 카사르 유니스(Qasar Younis)와 전 구글 제품 매니저이자 소프트웨어 엔지니어인 피터 루드비히(Peter Ludwig)에 의해 공동 설립되었다.
어플라이드 인튜이션의 첫 번째 제품은 AV 개발자가 도로 주행 테스트 대신 AV 개발 과정에서 발생하는 특정 문제를 시뮬레이션할 수 있는 모션 시뮬레이터였으며 자율주행 차량 개발 프로세스를 개선하기 위한 소프트웨어 도구를 개발했다. 어플라이드 인튜이션의 주요 제품에는 차량 제조업체가 인식 시스템, 차량 동역학, 전반적인 소프트웨어 통합과 같은 기능을 분석하여 AV 시스템을 만들고 개선할 수 있도록 지원하는 시뮬레이션 및 테스트 소프트웨어 제품군이 포함된다.  이 개발 환경을 통해 제조업체는 실제 도로에 차량을 배치하기 전에 주행 시나리오를 시뮬레이션하여 안전 및 기능을 평가할 수 있다.
2024년 6월, 어플라이드 인튜이션은 자율주행 시스템이 복잡하고 구조화되지 않은 지형을 탐색할 수 있도록 설계된 소프트웨어 세트인 오프로드 자율성 스택을 발표했다. 이 첨단 기술은 다양한 센서와 알고리즘을 통합하여 광업, 농업, 방위와 같은 산업에서 오프로드 작업을 지원한다.
어플라이드 인튜이션은 포르쉐, 아우디 등 선도적인 자동차 제조업체와 파트너십을 맺고 차세대 ADAS 제품을 개발하고 있다. 2024년 3월, 포르쉐는 다양한 분야의 자동차 소프트웨어를 공동 개발하기 위해 어플라이드 인튜이션과 파트너십을 맺었다고 발표했으며 2024년 4월 어플라이드 인튜이션과 아우디는 차량의 자율성과 안전성을 향상시키는 자율 주행 시스템 개발을 위해 협력하기 시작했다. 2024년 8월 어플라이드 인튜이션은 트럭 제조업체 이스즈 모터스와 파트너십을 체결하여 사람의 개입 없이 대부분의 주행 상황을 처리할 수 있는 레벨 4 자동화 기능을 갖춘 이스즈의 트럭 및 버스 계획을 지원하기 위해 자율주행 트럭을 공동 개발하기로했다.

### 인수
2022년 어플라이드 인튜이션은 주요 자동차 제조업체가 실제 차량 동역학 시뮬레이션에 사용하는 카심 소프트웨어로 유명한 메카니컬 시뮬레이션 코퍼레이션을 인수했다. 메카니컬 시뮬레이션 코퍼레이션은 트럭, 오토바이, 파워트레인 시뮬레이션을 지원하는 제품을 만들었다.
2023년에는 데이터 중심 접근 방식을 통해 ML 모델의 학습을 강화하기 위해 칼리버 데이터 랩스가 개발한 머신러닝(ML) 데이터 관리 및 운영 플랫폼인 씬박스(SceneBox)를 인수했다.
또한 2023년에는 자율주행 트럭 운송 기술 전문 기업인 엠바크 트럭(Embark Trucks)을 약 7,100만 달러에 인수했다.